# Kamov Ka-37
Il Kamov Ka-37 è un elicottero a pilotaggio remoto prodotto nella russa dalla Kamov in collaborazione con la coreana Daewoo.
È stato progettato per la fotografia aerea, ricezione e trasmissione di segnali radio e televisivi, consegna di medicine, cibo, posta, consegna di aiuti d'emergenza in luoghi pericolosi o difficili da raggiungere e ulteriori ruoli militari. L'aeromobile utilizza due rotori coassiali e un motore da 45 chilowatt. L'operatore guida L'APR da un veicolo con appositi monitor e altra attrezzatura o semplicemente con un radiocomando.